# Evolution (attraction)

Evolution à Hopi Hari.

Pour les articles homonymes, voir Évolution.
L'Evolution est une attraction de type pendule, principalement utilisée dans les parcs d'attractions et les fêtes foraines dérivée de l'Afterburner, conçu par Fabbri Group.

## Concept et opération
L'attraction consiste en un bras mobile maintenu par un support en forme de « A » haut de 20 mètres. Le bras se balance et peut effectuer des rotations complètes. Au bout du bras, dix nacelles sont réparties le long des arêtes d'un décagone. Les nacelles peuvent tourner par rapport au bras et peuvent s'incliner à 90° sur elle-même. Chaque nacelle embarque 4 passagers maintenu par des harnais.
L'attraction est développée par deux sociétés : Fabbri Group et Nauta Bussink. La version de Fabbri Group embarque 40 personnes et est plus petite que celle de Bussink, parfois surnommée « Giant Evolution », avec ses 64 passagers. La version de Nauta Bussink a été lancée en 1992 et seul trois exemplaires ont été construits.

## Attractions de ce type
Les attractions de Fabbri Group ont été nommées :
- Discovery
- Excalibur
- Excalibur 2
- Terroriser
- Circulator

Les attractions de Bussink ont été nommées :
- Xcalibur construit en juillet 1992 sous le nom Evolution et transféré depuis 2003 à Six Flags St. Louis, anciennement détenu par le forain Eberhard.
- Imperator, en 1993 l'attraction était présente à la Schueberfouer à Luxembourg, puis de 1994 à 2003 au Prater de Vienne. En 2004. Eberhard a racheté l'attraction pour parcourir les fêtes foraines (dont le Barry Island Pleasure Park (en), au Royaume-Uni) mais depuis 2005 elle reste entreposée dans un hangar.
- Evolution présent jusqu'en 2004 dans un parc japonais. Démontée et stockée depuis dans un entrepôt aux Pays-Bas

## Variantes
- Le Freak Out avec 4 nacelles
- L'Afterburner avec 6 nacelles
- Bussink Evolution avec 16 nacelles développé par Nauta Bussink